# Anoplodiscus cirrusspiralis
Anoplodiscus cirrusspiralis är en plattmaskart som beskrevs av Roubal, Armitage och Rohde 1983. Anoplodiscus cirrusspiralis ingår i släktet Anoplodiscus och familjen Anoplodiscidae. Inga underarter finns listade i Catalogue of Life.